# Andrew Murray, 1. Viscount Dunedin

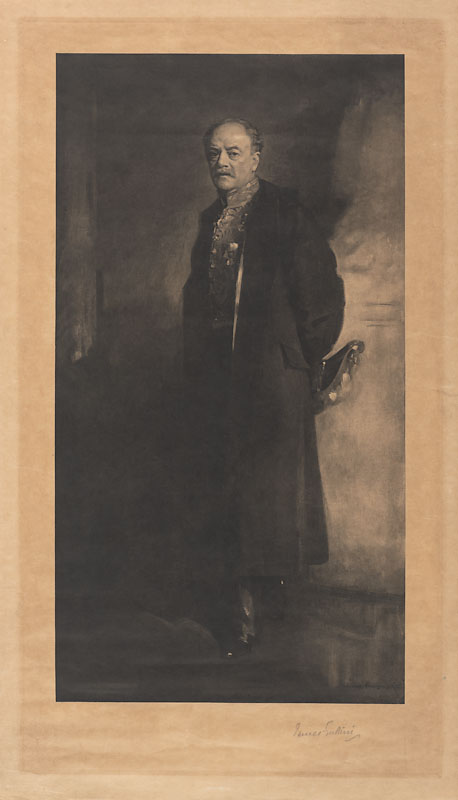
Andrew Murray, 1. Viscount Dunedin (Gemälde von James Guthrie)

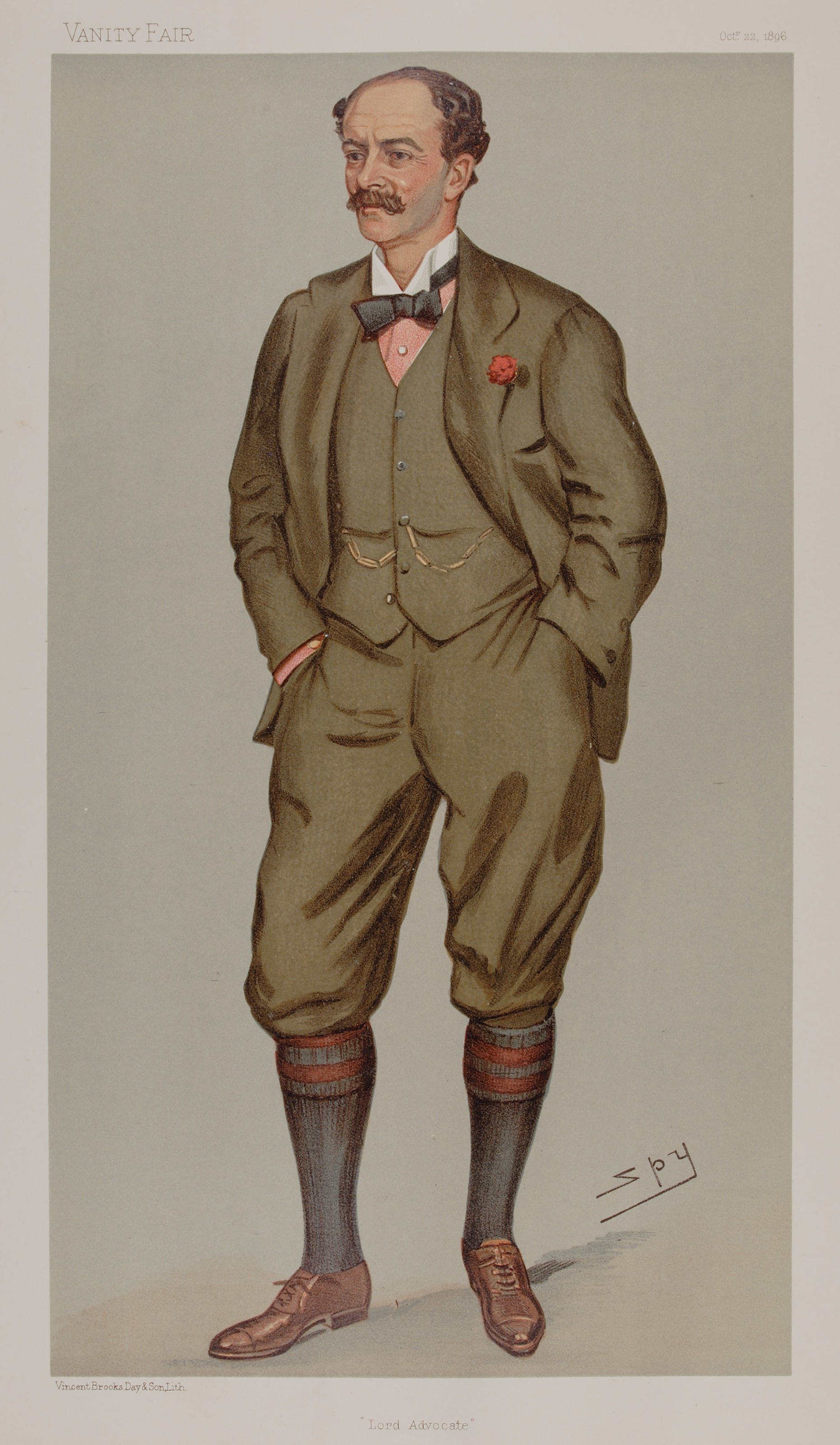
Andrew Murray als Solicitor General von Schottland in einer Karikatur von Leslie Ward im Magazin Vanity Fair (22. Oktober 1896)

Andrew Graham Murray, 1. Viscount Dunedin GCVO PC (* 21. November 1849; † 21. August 1942) war ein schottisch-britischer Politiker der Conservative Party und Jurist. Er war mehrere Jahre Abgeordneter im House of Commons, zwischen 1903 und 1905 Schottland-Minister sowie ab als Peer Mitglied des House of Lords und 1913 bis 1932 auch Lord of Appeal in Ordinary.

## Leben

### Rechtsanwalt, Unterhausabgeordneter und Lord Advocate
Nach dem Besuch der Harrow School absolvierte Murray, dessen Vater Solicitor war, ein Studium der Rechtswissenschaften am Trinity College der University of Cambridge und erhielt 1874 seine anwaltliche Zulassung bei der schottischen Rechtsanwaltskammer (Scots Bar). Im Anschluss nahm er eine Tätigkeit als Rechtsanwalt (Advocate) auf und erhielt für seine anwaltlichen Verdienste 1891 den Titel eines Kronanwalts (Queen’s Counsel).
Kurz darauf wurde er am 9. Oktober 1891 als Kandidat der konservativen Tories erstmals zum Abgeordneten in das House of Commons gewählt und vertrat in diesem bis zum 28. Februar 1905 den Wahlkreis Buteshire. Während dieser Zeit war er zwischen 1891 und 1892 und dann erneut von 1895 bis 1896 Solicitor General von Schottland.
Im Mai 1896 wurde Murray Nachfolger von Charles Pearson als Lord Advocate Generalstaatsanwalt und bekleidete dieses Amt über sieben Jahre bis zu seiner Ablösung durch Charles Dickson im Oktober 1903. Zugleich wurde er 1896 zum Privy Councillor ernannt und wirkte zwischen 1901 und 1905 auch als Lord Lieutenant der Grafschaft Bute.

### Schottland-Minister, Lordrichter und Oberhausmitglied
Anschließend wurde er am 9. Oktober 1903 von Premierminister Arthur James Balfour als Nachfolger des zurückgetretenen Alexander Bruce zum Schottland-Minister (Secretary for Scotland) in dessen Kabinett berufen und behielt diese Funktion bis zu seiner Ablösung durch John Hope, 1. Marquess of Linlithgow am 2. Februar 1905.
Nach seinem Ausscheiden aus Unterhaus und Regierung wurde Murray durch ein Letters Patent vom 9. März 1905 als Hereditary Peer mit dem Titel Baron Dunedin, of Stenton in the County of Perth zum Mitglied des House of Lords in den Adelsstand erhoben. Zugleich wurde er 1905 als Nachfolger von John Balfour, 1. Baron Kinross Präsident des Obersten Zivilgerichts von Schottland (Lord President of the Court of Session) sowie als solcher gleichzeitig Lord Justice General und damit Präsident des Obersten Strafgerichts (High Court of Justiciary). Diese Ämter bekleidete er bis 1913 und wurde danach von Alexander Ure abgelöst. 1908 wurde er ferner Knight Commander des Royal Victorian Order.
Daraufhin wurde Lord Dunedin am 14. Oktober 1913 Lordrichter (Lord of Appeal in Ordinary) und übte dieses Amt fast 20 Jahre bis zu seinem Rücktritt am 6. April 1932 aus. 1922 wurde er zum Knight Grand Cross des Royal Victorian Order erhoben.
Am 17. Februar 1926 wurde ihm für seine langjährigen politischen und juristischen Verdienste der vererbbare Titel eines Viscount Dunedin, of Stenton in the County of Perth verliehen. Da sein einziger Sohn jedoch bereits 1934 verstorben und zum Zeitpunkt seines Todes am 21. August 1942 kein lebender männlicher Nachkomme vorhanden war, erloschen die Titel als Baron und Viscount, so dass er der erste und einzige Viscount Dunedin war.

## Veröffentlichungen
- The divergencies and convergencies of English and Scottish law, 1935